# Worszyny
Worszyny (deutsch Worschienen) ist ein Ort in der polnischen Woiwodschaft Ermland-Masuren und gehört zur Landgemeinde Górowo Iławeckie (Landsberg) im Powiat Bartoszycki (Kreis Bartenstein) – bis 1945 zum Kreis Preußisch Eylau in Ostpreußen.

## Geographische Lage
Worszyny liegt im Nordwesten der Woiwodschaft Ermland-Masuren, 20 Kilometer westlich der heute auf russischem Staatsgebiet gelegenen und ehemaligen Kreisstadt Preußisch Eylau (russisch Bagrationowsk) bzw. 33 Kilometer nordwestlich der heutigen Kreismetropole Bartoszyce (deutsch Bartenstein).

## Geschichte
Bereits vor 1480 wurde das kleine und damals Wurszynen genannte Dorf gegründet. Nach 1480 hieß es Warschienen und nach 1785 Worschienen. Während der „Reiterkrieges“ 1520 wurde es völlig zerstört und erst mehr als vierzig Jahre später wurde es neu gegründet. 1563 wurde das Dorf an die Brüder Raphael und Nickel in Liebnicken (polnisch Lipniki) verliehen.
Später war Worschienen an den Wildenhoffer Gutsherrn Hans Jacob Truchseß von Waldburg verpfändet. Das Dorf wurde ein adliges untertäniges Bauerndorf der Begüterung Wildenhoff und blieb es bis 1820. In dem Jahr wurden die Eigentumsverhältnisse reguliert. 815 Morgen Land, 4 Bauerngüter, 2 Kätner, 2 Insthäuser und 45 Einwohner zählte Worschienen im Jahre 1831. Die Einwohnerzahl stieg bis 1871 auf 136.
Im Jahre 1874 wurde im ostpreußischen Kreis Preußisch Eylau der Amtsbezirk Wildenhoff (polnisch Dzikowo Iławeckie) errichtet und die Landgemeinde Worschienen gleich zu Anfang eingegliedert. Die Einwohnerzahl des Dorfs ging bis 1910 auf 79 zurück.
Ende August 1914 wurde Worschienen von russischen Truppen besetzt, die jedoch keinen größeren Schaden anrichteten. Am 30. September 1928 wurde der Nachbarort Wormen (polnisch Wormie) nach Worschienen eingemeindet. Die Einwohnerzahl der auf diese Weise neu formierten Landgemeinde belief sich 1933 auf 144 und 1939 auf 132.
Im Februar 1945 lag Worschienen mehrere Tage lang unter feindlichem Artilleriebeschuss und wurde am 14. Februar von Rote-Armee-Truppen besetzt. Es gab zahlreiche Gebäudeschäden.
In Kriegsfolge kam Worschienen 1945 mit dem gesamten südlichen Ostpreußen zu Polen. Das Dorf erhielt die polnische Namensform „Worszyny“ und ist heute eine Ortschaft innerhalb der Gmina Górowo Iławeckie (Landgemeinde Landsberg) im Powiat Bartoszycki (Kreis Bartenstein), 1975 bis 1998 der Woiwodschaft Olsztyn, seither der Woiwodschaft Ermland-Masuren zugehörig.

## Religion
Worschienen war bis 1945 in das Kirchspiel der evangelischen Kirche Canditten (polnisch Kandyty) in der Kirchenprovinz Ostpreußen der Kirche der Altpreußischen Union eingegliedert.
Mit seiner heute mehrheitlich römisch-katholischen Bevölkerung gehört Worszyny heute zu der gleichen Kirche in Kandyty, die nun alledrings dem Erzbistum Ermland untersteht.

## Verkehr
Worszyny ist über Landwegverbindungen von Sągnity (Sangnitten) bzw. von Wormie (Wormen) aus zu erreichen. Eine Bahnanbindung besteht nicht.